# Хамідогуллари
Хамідогуллари (осман. حميد اوغللری, тур. Hamidoğulları) — тюркський бейлик (емірат, князівство) у Малій Азії зі столицею в Егрідірі, й однойменна династія, що керувала ним у відрізку між приблизно 1300 і 1423 роками. Своєю назвою бейлик Хамід і династія Хамідіди зобов'язані засновнику Хаміду-бею. Південна частина бейлику з центром в Анталії називалася провінцією Текеогуллари.
Контролюючи шляхи з Кон'ї в Анталію, Хамідіди були значущою силою. Онук засновника бейлика, Дюндар, захопив Анталію, а син Дюндара, Ісхак, приєднав до бейлику землі колишнього бейлика Ешрефогуллари, на яку висували претензії Караманогуллари. Боротьба за ці землі призвела до того, що 1381 року Хюсеїн-бей продав частину бейлику разом зі спірними землями османському султану Мураду I. Алаеддін-бей Караманід продовжив боротьбу за землі вже з Мурадом і Баязідом I, що призвело до поглинання османами бейликів, як Караманідів і Хамідідів, імовірно між 1390–1398 роками.
Після Ангорської битви 1402 року південну частину бейлика було відновлено, проіснувавши до 1423 року, після чого землі бейлика остаточно перейшли під владу османів.

## Історія

### Створення бейлику Хамід

Утворення бейлику.
A. Трапезундська імперія
B. Візантійська імперія
D. Кілікійська Вірменія
E. Держава сельджуків
1. Чобаногуллари
2. Караманогуллари
3. Інанчогуллари (Ладік)
4. Сахіп-Атаогуллари
5. Перванеогуллари
6. Ментешеогуллари
7. Ешрефогуллари
8. Джандарогуллари
9. Каресіогуллари
10. Османогуллари
11. Ґерміяногуллари
12. Хамідогуллари

Станом на другу половину XIII століття на землях Малої Азії існувало дві великі держави, у кожної з котрих доба розквіту була вже позаду. Візантійська імперія, що після захоплення Константинополя 1204 року вже пережила розпад на Латинську, Нікейську і Трапезундську імперії, тимчасово відродилася 1261 року на зменшеній території. Конійський султанат, уламок Сельджуцької імперії, який свого часу відвоював у Візантії землі, піддавався набігам монголів, поступово здаючи позиції. Під натиском монголів в Анатолію та Сирію із Середньої Азії перекочували тюркські племена.
Хамід-бей належав огузькому племені йомуд або салир. Він прибувши до Анатолії і вступив на службу до Алаеддіна Кейкубада[3][4]. Заслуживши довіру сина Алаеддіна Ґияседдіна Кейхюсрева, 1240 року Хамід отримав призначення в Испарту і Бурдур. Саме Хамід 1250 року побудував на річці Єшілирмак, що розділяє Токат, міст Хидирлик для зустрічі й об'єднання трьох синів Ґияседдіна Кейхюсрева: Іззеддіна, Рукнеддіна і Алаеддіна. 1291 року, коли влада сельджуків ослабла, Хамід спробував створити на керованих ним землях незалежний бейлик (емірат). Хамід викарбував монети від імені Алаеддіна, при цьому напис на них містить не лише стандартну формулу імені султана, але й незвичайний вислів, який раніше в ісламських монетах не зустрічався: «не дай бог» (тур. humiyet ani’l-âfât). Можливо, ця речення належав до небезпеки, що виходила від монголів. Коли Масуд II не зміг впоратися з учами, що стрімко відокремлюються, він попросив допомоги в ільхана. Гайхату прибув до Анатолії з великим військом. Караман, Ешреф, а потім і Хамід зазнали руйнувань і масових вбивств. Постраждали Егірдір, Испарта і Бурдур. Під час цього набігу Гайхату Хаміду-бею довелося тимчасово відступити в гори. 1299/1300 року Хамід-бей оголосив про свою незалежність і зробив своєю столицею Улуборлу, хоча поки він карбував монети від імені Газан-хана. Під керівництвом Хаміда були Испарта, Бурдур, Егрідір, Атабей, Ґйонен, Барле, Кечіборлу, Ялвач, Чаркарикашач, Авшар, С'ютчюлер, Інчірлі та Агласун. Хамід правил як «улубей» (старший бей) і називав себе султаном і падишахом, використовуючи всі титули сельджукських султанів. Тим не менш, на монетах анатолійських беїв поки що вказувалося ім'я султана сельджука.  700 (1300/01) року в Улуборлу було викарбувано монету від імені Масуда II.

### Дюндар-бей

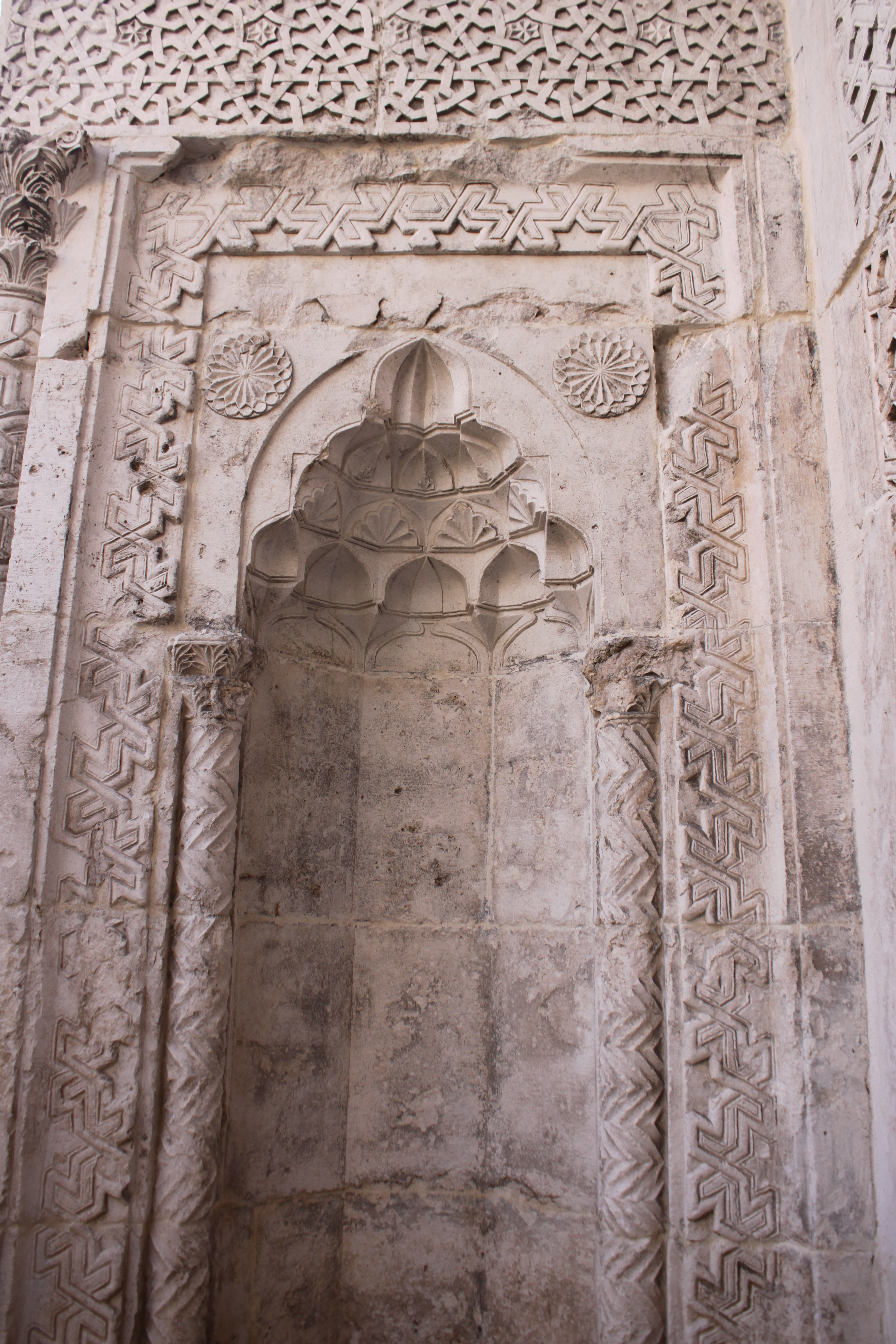
Ташмедресе

#### Початок правління
Після смерті Хаміда-бея йому успадковував його син Ільяс, який був, ймовірно, учбеєм сельджуків у Пісідії з центром у Ґйонені, а після Ільяса-бея управління бейлика перейшло до його старшого сина Фелекюддіна Дюндара-бея. Точна дата події невідома, проте немає сумнівів, що це сталося пізніше 1314/15 року. Жодних інших відомостей про сина Хаміда та батька Дюндара, Ільяса не виявлено.
За життя свого діда Хаміда-бея Дюндар керував Егрідіром і Бурдуром, маючи широкі повноваження, що підтверджується мавзолеєм, побудованим Дюндаром  700 (1300/01) року. У написі на мечеті Улуджамі Дюндара названо «меліку-умера» — чин головнокомандувача в добу сельджуків.
Близько 1307 року Дюндар переніс столицю до Егрідіра, який раніше використовувався як літній курорт для султанів-сельджуків, оскільки з Егрідіра можна контролювати шляхи між Кон'єю та Анталією. Місто Дюндар назвав на честь себе Фелекабад.
Дюндар-бей за короткий час захопив Асікараагач, Єшілова і Тефенні, розширивши територію до Денізлі та Ґерміяногулларів з одного боку і до Анталії з іншого. 1312 року він захопив Ґйолхісар і Коркутелі і стояв біля стін Анталії. Однак він був серед турецьких беїв, які засвідчили свою лояльність державі ільханів у липні 1314 року, коли Олджейту послав еміра Чобана до Анатолії.

#### Відгалуження в Анталії (Теке)
Коли емір Чобан залишив Анатолію наприкінці 1316 року, а Олджейту помер, Дюндар знову розпочав завоювання, скориставшись боротьбою за владу у державі Хулагуїдів. Того часу він захопив Анталію (у відрізок між 1316 і 1318 роками) і, згідно з тюркською традицією, залишив правителем міста свого родича — брата Юнуса. Тим самим було започатковано початок анталійської гілки Хамідолулларів — Теке. За словами Узунчаршили, називати цю частину бейлику окремим бейликом Текеогуллари стали за часів Мюбарізеддіна Мехмеда-бея, також відомого як Теке-бей.

#### Останні роки
Після захоплення Анталії вплив Дюндара-бея виріс, він перестав визнавати владу ільханів, оголосив про свою незалежність й визнав себе султаном. 1321 року він почав карбувати монети, не згадуючи на них імені ільхана Абу Саїда Бахадура-хана. Родичі Дюндара правили в підвладних Дюндару містах: Юнус в Анталії, інший брат Дюндара, Ферхад — у колишній столиці, Улуборлу; син Дюндара, Мехмед — у Ґйолхісарі; один із синів Юнуса, Хизир — у Коркутелі.
Син Чобана, Тімурташ, був призначений бейлербеєм Анатолії. Він здійснив набіг по бейликам, щоб домогтися покори беїв. Після нападу на Караманідів та Ешрефідів, Тімурташ оточив Фелекабад. Дюндар не зміг чинити опору і втік до Аланії. Племінник Дюндара і старший син Юнуса, Махмуд, видав дядька Тімурташу, що стратив Дюндара. На початку 1327 року Дюндара вже не було серед живих. Можливо, могила бея знаходиться біля брам Замку в Егрідірі.
Коли Тімурташ повстав проти ільхана і біг до Єгипту, Махмуду довелося сховатися у мамлюків разом із ним.

### Відродження бейлику. Ісхак, Хизир Ісхакоглу, Хизир Юнусоглу
Після втечі Тімурташа і Махмуда, в Анталії став правити Хизир-бей. В Егрідірі тимчасово управління перейшло до онука Дюндара — Хизира, який правив від імені батька, Ісхака. Сам Ісхак зі скаргою на Тімурташа вирушив до Каїра. У серпні 1328 року вбивцю Дюндара було страчено. Коли Ісхак повернувся до Егірдіра 1328 року, тимчасове правління його сина Хизира завершилося. Історики вважають, що Ісхак владарював усіма землями свого батька.
Ісхак приєднав Акшехір, Бейшехір, Сейдішехір. Він, як і його батько Дюндар, використав титул султана і царював в Егрідірі як старший бей. У Ґйолхісарі панував його дядько Мехмед, а в Улуборлу — його син Хизир; двоюрідний брат Ісхака та син Юнуса (теж Хизир) владарювали в Анталії; ще один син Ісхака, Зекерія, урядував у Теке-Карахісарі.
Після смерті Ісхака до 1335 року Хизир-бей вдруге став правити в Егрідірі.  756 (1364/65) року Хизир-бей здійснив хадж. Під час паломництва Хизира бейликом керував його син Ібрагім-бей, який правив в Улуборлу. Як випливає з напису Куббелі Масджіда, яка зведена  770 (1368/69) року, Хизир-бей помер за деякий час до будівництва цієї мечеті. Він залишив управління князівством Хусамеддіну Ільясу-бею, синові свого племінника Мустафи.

### Боротьба з Кіпром. Хусамеддін Ільяс і Мубарізеддін Мехмед
Джерела повідомляли суперечливі свідчення про те, хто правив в Анталії після Хизира Юнусоглу. Згідно з Аль-Калкашанді після Хизир-бея новим еміром південної частини бейлика став Даді-бей, тоді як Алі називав брата Хизира, Махмуда, його спадкоємцем. І. Узунчаршили згадував, що Махмуд був правителем після або до Даді-бея, а до 1373 року син Махмуда-бея, відомий під прізвисько Кучук («Малий») Мехмед-бей, прийшов до влади в Анталії. Згідно з останніми даними, після Хизира владарював Даді-бей, а після нього син Махмуд-бея Мубарізеддін Мехмед або «Малий» Мехмед.
1361 року король Кіпру захопив Анталію. Саме тоді Мехмед був в Істаносі. Після того, як військо хрестоносців покинуло Анатолійське узбережжя, Мехмед-бей вирішив відвоювати місто. Спроби Мехмеда повернути місто за допомогою Ільяса-бея і бея Караману до 1373 року були безуспішними. Мехмед навіть запропонував викупити місто, але отримав відмову.
Мамлюцький султан надіслав листи анатолійським беям з пропозицією вступити в антикіпрську вісь, у тому числі Ільясу-бею і Мехмеду-бею (останній переніс столицю в Коркут після падіння Анталії). Вони вступили у вісь і у лютому 1367 року прибули до Караманоглу Алаеддіна-бея. Військо з 40 000 чоловік під командуванням Ільяса-бея та Іси-бея Айдиніда підійшла до Корікоса, що знаходився під владою короля Кіпру. П'єр де Лузіньян надіслав на допомогу свого брата Жана, який 28 лютого 1367 разом з військом на шести галерах висадився на берег, незважаючи на вмілу і точну стрілянину лучників Ільяса-бея. Хрестоносці, які зазнавали великих втрат, були змушені сховатися в замку. Проте 7 березня 1367 року беї згорнули свій табір, зняли облогу і пішли від Корікоса. Причиною цього стала звістка про смуту в Каїрі.
Після кампанії в Корікосі відносини Ільяса-бея й Алаеддіна-бея зіпсувалися. Між ними почалася боротьба, під час якої Алаеддін-бей напав на Фелекабад і зруйнував місто, а Ільяс-бей утік до Сулеймана Ґерміяноглу. Відновити бейлик Ільяс зміг лише майже через два роки за допомогою Сулеймана і османського султана Мурада I.

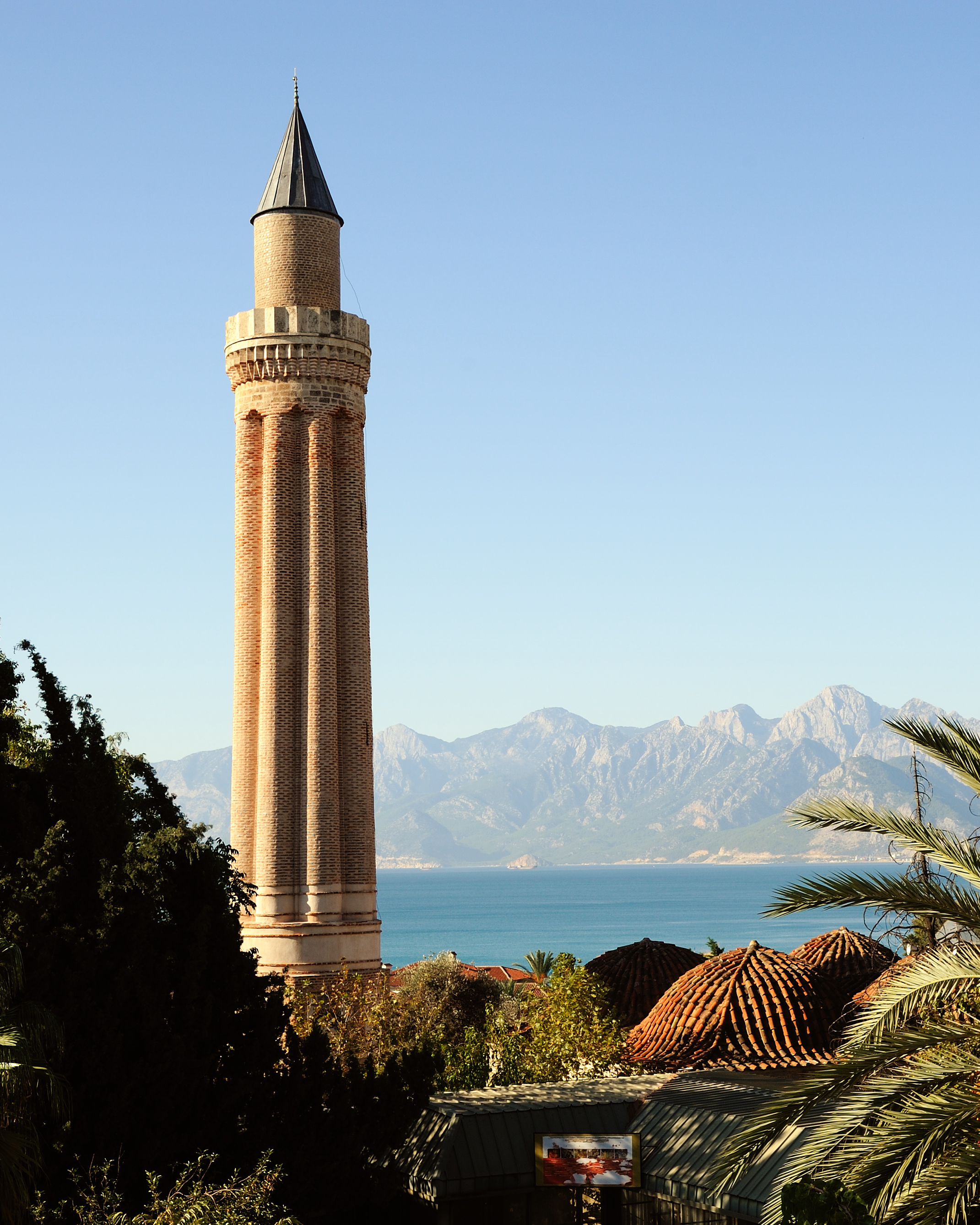
Мінарет Ївлі

У квітні 1373 року почалася Кіпро-генуезька війна. Для Кіпру було надто затратно тримати в Анталії залогу. 14 травня 1373 року Мехмед-бей зайняв Анталію. За різними джерелами це сталося або внаслідок штурму, або ж завдяки домовленості з королем Кіпру. Дата смерті Мехмеда є невідомою, але він помер після грудня 1377 року.

### Хюсеїн-бей. Продаж частини бейлику османам
Дата смерті Ільяса-бея є невідомою, але, ймовірно, це сталося до 1375 року. Після його смерті беєм став його син Кемаледдін Хюсеїн-бей. 1381/82 року, коли Мурад I приїхав до Кютах'ї, він викликав Хюсеїна, який був стурбований прагненням Караманоглу Алаеддіна-бея захопити бейлик Хамідідів. На зустрічі з султаном Хюсеїн домовився щодо продажу Мураду колишніх земель Ешрефідів за 80 000 золотих. Хюсеїн-бей визнав себе васалом османів й одержав дозвіл правити у регіонах Испарти, Улуборлу, Кечіборлу, Бурдура і Ґйолхісара. 2000 лучників, посланих Хюсеїном до османського війська брали участина у Косівській битві 1389 року та відіграли важливу роль у перемозі османів. Після смерті Мурада I у битві османський престол зайняв його син Баязід I. Частина анатолійських беїв вирішила скористатися зміною влади та розірвала домовленості, відмовившись підкорятися султанові. Баязіду довелося вирушити з армією до Анатолії і привести беїв до покори. Через війну беї Айдиногуллари, Саруханогуллари, Ментешеогуллари і Ґерміяногуллари було захоплено у полон. 1392 року Баязід відторгнув землі Джандарогуллари. Караманоглу Алаеддін-бей був незадоволений тим, що Хамідіди продали частину бейлику османам. 1390/91 року він напав на колишні володіння Хамідідів. В османських джерелах згадується, що внаслідок кампанії придушення Алаеддіна всі землі, що належали північним Хамідідам, було захоплено османами і перетворено на санджак, яким став керувати син Баязіда I, Іса Челебі. Можливо, Хамідоглу Хюсеїн-бей помер 1391 року, а його син Мустафа вступив на службу до Баязіда. Північна частина бейлику припинила існування.

### Осман-бей. Взяття південної частини бейлику
В Анталії після смерті Мубарізеддіна Мехмеда-бея його наступником став його син Осман. За часи правління Османа Анталія втратила своє колишнє значення. Коли 1387 року Мурад I переміг Алаеддіна-бея Караманіда і захопив Бейшехір, він не відправився в район Теке. Йому повідомили, що бей Теке налаштований вороже, але він бідний чоловік всього з двома містами, тож не варто витрачати на нього сили.
Приблизно  793 року (1391) Баязід захопив Теке-елі і передав управління в ній Фіруз-бею.
У битві при Анкарі загін з колишнього бейлика Хамід (включно з Теке) брав участина під командуванням сина Баязіда, Мустафи Челебі. Під час битви солдати з Айдина побачили у війську Тамерлана своїх беїв і перекинулися. За ними пішли загони з інших бейликів, зокрема і з бейлика Хамідогулларів. Після поразки і полону Баязіда у цій битві 1402 року південний емірат було відновлено, беєм знову став Осман. 1423 року Осман був убитий під час спроби захопити Анталію в союзі з Караманідами. Врешті останні землі бейлику Хамідогуллари було захоплено османами.
Серед сил, посланих на Кіпр мамлюцьким султаном Барсбеєм, був Текеоглу, який 7 липня 1426 був убитий. Мабуть, то був Мустафа, син Османа.

## Устрій управління та військо
Управління й улад бейлику були такими ж, як і в інших туркменських князівств регіону. Завойовані землі розподілялися між родичами старшого бея, але монети карбувалися і хутба читалася лише з його імені усіма володіннями бейлика.
У бейлику було багато дервіських лож (монастирів). Ібн Баттута описував, як його приймали в оселі шейхів у Бурдурі, Испарті, Егрідірі та Ґйолхісарі.
В армії бейлику за правління Дюндара-бея було 15 000 вершників та піхотинців. Дюндар застосовував різні військові тактики, у мирний час улаштовував військові маневри й офіційні паради, гарантуючи, підтримуючи військо у бойовій готовності. 2000 лучників, надісланих Хюсеїном-беєм у Косово, показують військову готовність бейлика. Хамідіди виділяли землю як тимари. Як сельджуки й османи, Хамідіди засновували вакуфи.
Єдина відома монета члена династії — срібна монета, викарбувана у Фелекабаді (Егрідір) Хусамеддіном Ільясом-беєм.

## Будівництво

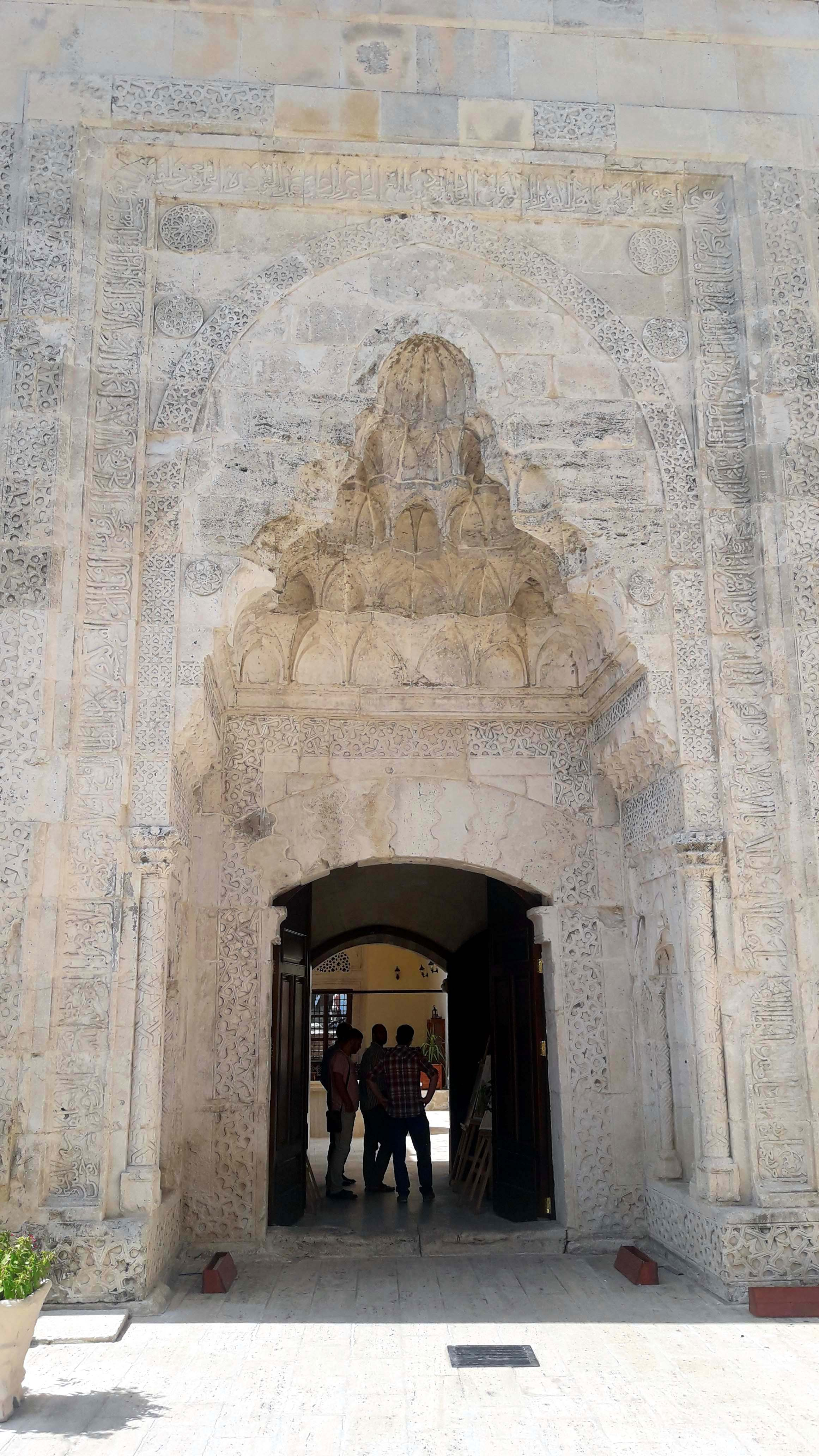
Головна брама Ташмедресе Дюндар-бея

Османські скарбницькі книги уписали наявність у майже кожному населеному пункті мечетей, побудованих беями. В Улуборлу зберігся лише мінарет мечеті, збудованої Хамідом-беєм. За межами мечеті Дюндар-бей збудував Фонтан Мухіддіна, від якого зараз залишилися лише руїни. У Бурдурі 1300 року Дюндар-бей зводив Улуджамі (Велику мечеть). В Испарті околицями Кечечі Бедреддін Хизир-бей побудував мечеть, яке по сьогодні відкрита для поклоніння. У тому ж місці Хизир-бей збудував хаммам. Нині його повністю зруйновано. Лазню, побудована Хизир-беєм у тому районі, також було повністю зруйновано. В Егрідірі 1302 року Дюндар-бей побудував Ташмедресе. Хизир-бей 1327/28 року звів у місті медресе, що не збереглася на сьогодення. Мечеть Хизир-бея, побудована ним в Егрідірі, з'єднана з медресе Дюндара-бея арочною стіною і в записах вакуфа згадується як мечеть Бююк та Джамі-е-Едідір. Вона збереглася донині. Баба Султан Текке в Егірдірі побудовано Хусамеддіном Ільясом-беєм 1357/58 року. У Бурдурі 1344/45 року Музафферуддін Мустафа-бей побудував медресе Музафферіє, але до наших днів дійшов лише напис. У Коркутелі 1319 року Сінанеддін Хизир-бей побудував медресе Сінанеддіна. Залишилися чотири стіни медресе, частина колон й арок.

## Культура
Представники сімейства, особливо Хамід-бей, сприяли вченим і створювали на їхню користь вакуфи. Хамід-бей дарував велику земельну ділянку в селі Генчелі Коюнґйодзю-Бабові для створення ложі. Син Хаміда Ільяс-бей подарував землю в Кечіборлу та багато іншої нерухомості шейху Шікену. Ташмедресе, побудоване Дюндаром у стилі сельджуків, стало культурним науковим осереддям. Ібн Баттута писав про мюдерріса (викладача) медресе і музиканта Мусліхуддіна Мустафа б. Мухаммед. За словами Ібн Баттути, Мустафа був відомий у Єгипті і Дамаску. Мусліхуддін написав турецькою мовою коментарі до сурів Аль-Мульк, Йа Сін й Аль-Іхляс, присвятивши їх Хизир-бею. Переклад з перської мови праці Неджмеддіна-і-Даї було виконано 1351 року і присвячено Ґияседдіну Абдуррахіму-бею, що правив у Коркутелі, синові Юнуса-бея.

## Економіка
У Бурдурі, Улуборлу, Ґйонені і Барлі варили мило; в Улуборлу, Кечіборлу і Бурдурі були олійниці; в Егрідірі, Ялвачі, Ґйонені та Испарті виробляли фарби. В Испарті, Бурдурі, Едіриді, Улуборлу, Ґйонені й Агласуні було налагоджено виробництво тонких бавовняних тканин.
Терренами бейлику вирощували пшеницю й овес, розводили овець та кіз, були знамениті туркменські килими, зіткані у цьому регіоні. З дерев в Испарті і прилеглих до неї землях отримували адраганську камедь, яку потім вивозили на ринки Єгипту і Європи. Вона використовувалася для виготовлення небесно-блакитної фарби, позолоти, а також як лікарський засіб.

## Представники династії
| Беї Хамідогуллари                 | Беї Хамідогуллари     | Беї Хамідогуллари | Беї Хамідогуллари | Беї Текеогуллари                                            | Беї Текеогуллари        | Беї Текеогуллари   | Беї Текеогуллари |
| Ім'я                              | Початок правління     | Кінець правління  | Номер             | Ім'я                                                        | Початок правління       | Кінець правління   | номер            |
| --------------------------------- | --------------------- | ----------------- | ----------------- | ----------------------------------------------------------- | ----------------------- | ------------------ | ---------------- |
| Сейфеддін Хамід                   | 1291 1300             | до 1314/15        | 1                 |                                                             |                         |                    |                  |
| Ільяс                             | ?                     | ?                 | 2                 |                                                             |                         |                    |                  |
| Фелекюддін Дюндар                 | до 1314/15/1301       | 1326/27 1324      | 3                 | Юнус                                                        | 1316/1318 1321          | до 1326            | 1                |
| Хизир (від імені Ісхака)          | 1326/27               | 1328              | 4                 | Махмуд                                                      | ? до 1326               | 1324 1327          | 2                |
| Неджмеддін або Мюзарефюддін Ісхак | 1328                  | до 1335           | 5                 | Хизир                                                       | 1327                    | між 1332/33 і 1361 | 3                |
| Хизир                             | до 1335               | до 1358/59        | 4                 | Даді                                                        | ?                       | ?                  | 4                |
| Хусамюддін Ільяс                  | ? до 1358/59          | ? 1370            | 5                 | Мубарізеддін Мехмед (Кучук Мехмед, Такка-бей, Зінджіркіран) | між 1332/33 і 1361 1372 | між 1377 і 1381    | 5                |
| Загарбання Караманідів            | 1370                  | 1372              |                   | Мубарізеддін Мехмед (Кучук Мехмед, Такка-бей, Зінджіркіран) | між 1332/33 і 1361 1372 | між 1377 і 1381    | 5                |
| Хусамюддін Ільяс                  | 1372                  | до 776 (1374/75)  | 5                 | Мубарізеддін Мехмед (Кучук Мехмед, Такка-бей, Зінджіркіран) | між 1332/33 і 1361 1372 | між 1377 і 1381    | 5                |
| Кемаледдін Хюсеїн                 | до 776 (1374/75) 1374 | 1391              | 6                 | Осман                                                       | ? між 1377 і 1381       | ? 1391-1400        | 6                |
| Кемаледдін Хюсеїн                 | до 776 (1374/75) 1374 | 1391              | 6                 | Мустафа (?)                                                 | ?                       | ?                  | 7                |
| Османське загарбання              | 1391                  |                   |                   |                                                             | 1391-1400               | 1402               |                  |
|                                   |                       |                   |                   | Осман                                                       | 1402                    | 1423               | 6                |
|                                   |                       |                   |                   | Османське загарбання                                        | 1423                    |                    |                  |

## Члени сімейства
|  |  |                            |                   |                   |                   |                   |                   |  |  |                                             |                                             |                                             |                                             |                                             |                                             |  |  |                                   |                                   |                                   |                                   | Алі ел-Тусі                       |                                   |  |  |                           |                           |                           |                           |                           |                           |  |  |                                   |                                   |                                   |                                   |                                   |                                   |  |  |                                          |                                          |                                          |                                          |                                          |                                          |  |  |                                       |                                       |                                       |                                       |                                       |                                       |  |  |  |  |  |  |  |  |  |  |  |  |  |  |  |  |  |  |  |  |  |  |  |  |  |  |  |  |  |  |  |  |  |  |  |  |  |  |  |  |
|  |  |                            |                   |                   |                   |                   |                   |  |  |                                             |                                             |                                             |                                             |                                             |                                             |  |  |                                   |                                   |                                   |                                   |                                   |                                   |  |  |                           |                           |                           |                           |                           |                           |  |  |                                   |                                   |                                   |                                   |                                   |                                   |  |  |                                          |                                          |                                          |                                          |                                          |                                          |  |  |                                       |                                       |                                       |                                       |                                       |                                       |  |  |  |  |  |  |  |  |  |  |  |  |  |  |  |  |  |  |  |  |  |  |  |  |  |  |  |  |  |  |  |  |  |  |  |  |  |  |  |  |
|  |  |                            |                   |                   |                   |                   |                   |  |  |                                             |                                             |                                             |                                             |                                             |                                             |  |  |                                   |                                   |                                   |                                   | Ебуль-Касим                       |                                   |  |  |                           |                           |                           |                           |                           |                           |  |  |                                   |                                   |                                   |                                   |                                   |                                   |  |  |                                          |                                          |                                          |                                          |                                          |                                          |  |  |                                       |                                       |                                       |                                       |                                       |                                       |  |  |  |  |  |  |  |  |  |  |  |  |  |  |  |  |  |  |  |  |  |  |  |  |  |  |  |  |  |  |  |  |  |  |  |  |  |  |  |  |
|  |  |                            |                   |                   |                   |                   |                   |  |  |                                             |                                             |                                             |                                             |                                             |                                             |  |  |                                   |                                   |                                   |                                   |                                   |                                   |  |  |                           |                           |                           |                           |                           |                           |  |  |                                   |                                   |                                   |                                   |                                   |                                   |  |  |                                          |                                          |                                          |                                          |                                          |                                          |  |  |                                       |                                       |                                       |                                       |                                       |                                       |  |  |  |  |  |  |  |  |  |  |  |  |  |  |  |  |  |  |  |  |  |  |  |  |  |  |  |  |  |  |  |  |  |  |  |  |  |  |  |  |
|  |  |                            |                   |                   |                   |                   |                   |  |  |                                             |                                             |                                             |                                             |                                             |                                             |  |  |                                   |                                   |                                   |                                   | Хамід                             |                                   |  |  |                           |                           |                           |                           |                           |                           |  |  |                                   |                                   |                                   |                                   |                                   |                                   |  |  |                                          |                                          |                                          |                                          |                                          |                                          |  |  |                                       |                                       |                                       |                                       |                                       |                                       |  |  |  |  |  |  |  |  |  |  |  |  |  |  |  |  |  |  |  |  |  |  |  |  |  |  |  |  |  |  |  |  |  |  |  |  |  |  |  |  |
|  |  |                            |                   |                   |                   |                   |                   |  |  |                                             |                                             |                                             |                                             |                                             |                                             |  |  |                                   |                                   |                                   |                                   |                                   |                                   |  |  |                           |                           |                           |                           |                           |                           |  |  |                                   |                                   |                                   |                                   |                                   |                                   |  |  |                                          |                                          |                                          |                                          |                                          |                                          |  |  |                                       |                                       |                                       |                                       |                                       |                                       |  |  |  |  |  |  |  |  |  |  |  |  |  |  |  |  |  |  |  |  |  |  |  |  |  |  |  |  |  |  |  |  |  |  |  |  |  |  |  |  |
|  |  |                            |                   |                   |                   |                   |                   |  |  |                                             |                                             |                                             |                                             |                                             |                                             |  |  |                                   |                                   |                                   |                                   | Ільяс                             |                                   |  |  |                           |                           |                           |                           |                           |                           |  |  |                                   |                                   |                                   |                                   |                                   |                                   |  |  |                                          |                                          |                                          |                                          |                                          |                                          |  |  |                                       |                                       |                                       |                                       |                                       |                                       |  |  |  |  |  |  |  |  |  |  |  |  |  |  |  |  |  |  |  |  |  |  |  |  |  |  |  |  |  |  |  |  |  |  |  |  |  |  |  |  |
|  |  |                            |                   |                   |                   |                   |                   |  |  |                                             |                                             |                                             |                                             |                                             |                                             |  |  |                                   |                                   |                                   |                                   |                                   |                                   |  |  |                           |                           |                           |                           |                           |                           |  |  |                                   |                                   |                                   |                                   |                                   |                                   |  |  |                                          |                                          |                                          |                                          |                                          |                                          |  |  |                                       |                                       |                                       |                                       |                                       |                                       |  |  |  |  |  |  |  |  |  |  |  |  |  |  |  |  |  |  |  |  |  |  |  |  |  |  |  |  |  |  |  |  |  |  |  |  |  |  |  |  |
|  |  |                            |                   |                   |                   |                   |                   |  |  |                                             |                                             |                                             |                                             |                                             |                                             |  |  |                                   |                                   |                                   |                                   |                                   |                                   |  |  |                           |                           |                           |                           |                           |                           |  |  |                                   |                                   |                                   |                                   |                                   |                                   |  |  |                                          |                                          |                                          |                                          |                                          |                                          |  |  |                                       |                                       |                                       |                                       |                                       |                                       |  |  |  |  |  |  |  |  |  |  |  |  |  |  |  |  |  |  |  |  |  |  |  |  |  |  |  |  |  |  |  |  |  |  |  |  |  |  |  |  |
|  |  |                            |                   |                   |                   |                   |                   |  |  |                                             |                                             |                                             |                                             |                                             |                                             |  |  | Фелекюддін Дюндар (1301— 1324)    | Фелекюддін Дюндар (1301— 1324)    | Фелекюддін Дюндар (1301— 1324)    | Фелекюддін Дюндар (1301— 1324)    | Фелекюддін Дюндар (1301— 1324)    | Фелекюддін Дюндар (1301— 1324)    |  |  | Юнус (вм. не раніше 1334) | Юнус (вм. не раніше 1334) | Юнус (вм. не раніше 1334) | Юнус (вм. не раніше 1334) | Юнус (вм. не раніше 1334) | Юнус (вм. не раніше 1334) |  |  | Ферхад                            | Ферхад                            | Ферхад                            | Ферхад                            | Ферхад                            | Ферхад                            |  |  |                                          |                                          |                                          |                                          |                                          |                                          |  |  |                                       |                                       |                                       |                                       |                                       |                                       |  |  |  |  |  |  |  |  |  |  |  |  |  |  |  |  |  |  |  |  |  |  |  |  |  |  |  |  |  |  |  |  |  |  |  |  |  |  |  |  |
|  |  |                            |                   |                   |                   |                   |                   |  |  |                                             |                                             |                                             |                                             |                                             |                                             |  |  | Фелекюддін Дюндар (1301— 1324)    | Фелекюддін Дюндар (1301— 1324)    | Фелекюддін Дюндар (1301— 1324)    | Фелекюддін Дюндар (1301— 1324)    | Фелекюддін Дюндар (1301— 1324)    | Фелекюддін Дюндар (1301— 1324)    |  |  | Юнус (вм. не раніше 1334) | Юнус (вм. не раніше 1334) | Юнус (вм. не раніше 1334) | Юнус (вм. не раніше 1334) | Юнус (вм. не раніше 1334) | Юнус (вм. не раніше 1334) |  |  | Ферхад                            | Ферхад                            | Ферхад                            | Ферхад                            | Ферхад                            | Ферхад                            |  |  |                                          |                                          |                                          |                                          |                                          |                                          |  |  |                                       |                                       |                                       |                                       |                                       |                                       |  |  |  |  |  |  |  |  |  |  |  |  |  |  |  |  |  |  |  |  |  |  |  |  |  |  |  |  |  |  |  |  |  |  |  |  |  |  |  |  |
|  |  |                            |                   |                   |                   |                   |                   |  |  |                                             |                                             |                                             |                                             |                                             |                                             |  |  |                                   |                                   |                                   |                                   |                                   |                                   |  |  |                           |                           |                           |                           |                           |                           |  |  |                                   |                                   |                                   |                                   |                                   |                                   |  |  |                                          |                                          |                                          |                                          |                                          |                                          |  |  |                                       |                                       |                                       |                                       |                                       |                                       |  |  |  |  |  |  |  |  |  |  |  |  |  |  |  |  |  |  |  |  |  |  |  |  |  |  |  |  |  |  |  |  |  |  |  |  |  |  |  |  |
|  |  | Хизир                      | Хизир             | Хизир             | Хизир             | Хизир             | Хизир             |  |  | Мехмед                                      | Мехмед                                      | Мехмед                                      | Мехмед                                      | Мехмед                                      | Мехмед                                      |  |  | Неджмюддін або Музарефуддін Ісхак | Неджмюддін або Музарефуддін Ісхак | Неджмюддін або Музарефуддін Ісхак | Неджмюддін або Музарефуддін Ісхак | Неджмюддін або Музарефуддін Ісхак | Неджмюддін або Музарефуддін Ісхак |  |  | Сінанеддін Джаліс         | Сінанеддін Джаліс         | Сінанеддін Джаліс         | Сінанеддін Джаліс         | Сінанеддін Джаліс         | Сінанеддін Джаліс         |  |  | Абдуррахім                        | Абдуррахім                        | Абдуррахім                        | Абдуррахім                        | Абдуррахім                        | Абдуррахім                        |  |  | Махмуд                                   | Махмуд                                   | Махмуд                                   | Махмуд                                   | Махмуд                                   | Махмуд                                   |  |  | Сінанеддін Хизир (вм. не раніше 1334) | Сінанеддін Хизир (вм. не раніше 1334) | Сінанеддін Хизир (вм. не раніше 1334) | Сінанеддін Хизир (вм. не раніше 1334) | Сінанеддін Хизир (вм. не раніше 1334) | Сінанеддін Хизир (вм. не раніше 1334) |  |  |  |  |  |  |  |  |  |  |  |  |  |  |  |  |  |  |  |  |  |  |  |  |  |  |  |  |  |  |  |  |  |  |  |  |  |  |  |  |
|  |  | Хизир                      | Хизир             | Хизир             | Хизир             | Хизир             | Хизир             |  |  | Мехмед                                      | Мехмед                                      | Мехмед                                      | Мехмед                                      | Мехмед                                      | Мехмед                                      |  |  | Неджмюддін або Музарефуддін Ісхак | Неджмюддін або Музарефуддін Ісхак | Неджмюддін або Музарефуддін Ісхак | Неджмюддін або Музарефуддін Ісхак | Неджмюддін або Музарефуддін Ісхак | Неджмюддін або Музарефуддін Ісхак |  |  | Сінанеддін Джаліс         | Сінанеддін Джаліс         | Сінанеддін Джаліс         | Сінанеддін Джаліс         | Сінанеддін Джаліс         | Сінанеддін Джаліс         |  |  | Абдуррахім                        | Абдуррахім                        | Абдуррахім                        | Абдуррахім                        | Абдуррахім                        | Абдуррахім                        |  |  | Махмуд                                   | Махмуд                                   | Махмуд                                   | Махмуд                                   | Махмуд                                   | Махмуд                                   |  |  | Сінанеддін Хизир (вм. не раніше 1334) | Сінанеддін Хизир (вм. не раніше 1334) | Сінанеддін Хизир (вм. не раніше 1334) | Сінанеддін Хизир (вм. не раніше 1334) | Сінанеддін Хизир (вм. не раніше 1334) | Сінанеддін Хизир (вм. не раніше 1334) |  |  |  |  |  |  |  |  |  |  |  |  |  |  |  |  |  |  |  |  |  |  |  |  |  |  |  |  |  |  |  |  |  |  |  |  |  |  |  |  |
|  |  |                            |                   |                   |                   |                   |                   |  |  |                                             |                                             |                                             |                                             |                                             |                                             |  |  |                                   |                                   |                                   |                                   |                                   |                                   |  |  |                           |                           |                           |                           |                           |                           |  |  |                                   |                                   |                                   |                                   |                                   |                                   |  |  |                                          |                                          |                                          |                                          |                                          |                                          |  |  |                                       |                                       |                                       |                                       |                                       |                                       |  |  |  |  |  |  |  |  |  |  |  |  |  |  |  |  |  |  |  |  |  |  |  |  |  |  |  |  |  |  |  |  |  |  |  |  |  |  |  |  |
|  |  | Мюізюддін Ібрагім          | Мюізюддін Ібрагім | Мюізюддін Ібрагім | Мюізюддін Ібрагім | Мюізюддін Ібрагім | Мюізюддін Ібрагім |  |  | Хусамюддін або Музафферюддін Мустафа        | Хусамюддін або Музафферюддін Мустафа        | Хусамюддін або Музафферюддін Мустафа        | Хусамюддін або Музафферюддін Мустафа        | Хусамюддін або Музафферюддін Мустафа        | Хусамюддін або Музафферюддін Мустафа        |  |  | Хизир                             | Хизир                             | Хизир                             | Хизир                             | Хизир                             | Хизир                             |  |  | Зекерія                   | Зекерія                   | Зекерія                   | Зекерія                   | Зекерія                   | Зекерія                   |  |  | Хавва Хатт                        | Хавва Хатт                        | Хавва Хатт                        | Хавва Хатт                        | Хавва Хатт                        | Хавва Хатт                        |  |  | Мубарізеддін Мехмед (вм. не раніше 1377) | Мубарізеддін Мехмед (вм. не раніше 1377) | Мубарізеддін Мехмед (вм. не раніше 1377) | Мубарізеддін Мехмед (вм. не раніше 1377) | Мубарізеддін Мехмед (вм. не раніше 1377) | Мубарізеддін Мехмед (вм. не раніше 1377) |  |  | Даді                                  | Даді                                  | Даді                                  | Даді                                  | Даді                                  | Даді                                  |  |  |  |  |  |  |  |  |  |  |  |  |  |  |  |  |  |  |  |  |  |  |  |  |  |  |  |  |  |  |  |  |  |  |  |  |  |  |  |  |
|  |  | Мюізюддін Ібрагім          | Мюізюддін Ібрагім | Мюізюддін Ібрагім | Мюізюддін Ібрагім | Мюізюддін Ібрагім | Мюізюддін Ібрагім |  |  | Хусамюддін або Музафферюддін Мустафа        | Хусамюддін або Музафферюддін Мустафа        | Хусамюддін або Музафферюддін Мустафа        | Хусамюддін або Музафферюддін Мустафа        | Хусамюддін або Музафферюддін Мустафа        | Хусамюддін або Музафферюддін Мустафа        |  |  | Хизир                             | Хизир                             | Хизир                             | Хизир                             | Хизир                             | Хизир                             |  |  | Зекерія                   | Зекерія                   | Зекерія                   | Зекерія                   | Зекерія                   | Зекерія                   |  |  | Хавва Хатт                        | Хавва Хатт                        | Хавва Хатт                        | Хавва Хатт                        | Хавва Хатт                        | Хавва Хатт                        |  |  | Мубарізеддін Мехмед (вм. не раніше 1377) | Мубарізеддін Мехмед (вм. не раніше 1377) | Мубарізеддін Мехмед (вм. не раніше 1377) | Мубарізеддін Мехмед (вм. не раніше 1377) | Мубарізеддін Мехмед (вм. не раніше 1377) | Мубарізеддін Мехмед (вм. не раніше 1377) |  |  | Даді                                  | Даді                                  | Даді                                  | Даді                                  | Даді                                  | Даді                                  |  |  |  |  |  |  |  |  |  |  |  |  |  |  |  |  |  |  |  |  |  |  |  |  |  |  |  |  |  |  |  |  |  |  |  |  |  |  |  |  |
|  |  |                            |                   |                   |                   |                   |                   |  |  |                                             |                                             |                                             |                                             |                                             |                                             |  |  |                                   |                                   |                                   |                                   |                                   |                                   |  |  |                           |                           |                           |                           |                           |                           |  |  |                                   |                                   |                                   |                                   |                                   |                                   |  |  |                                          |                                          |                                          |                                          |                                          |                                          |  |  |                                       |                                       |                                       |                                       |                                       |                                       |  |  |  |  |  |  |  |  |  |  |  |  |  |  |  |  |  |  |  |  |  |  |  |  |  |  |  |  |  |  |  |  |  |  |  |  |  |  |  |  |
|  |  |                            |                   |                   |                   |                   |                   |  |  | Музарефюддін Хюсамюддін Ільяс (вм. до 1375) | Музарефюддін Хюсамюддін Ільяс (вм. до 1375) | Музарефюддін Хюсамюддін Ільяс (вм. до 1375) | Музарефюддін Хюсамюддін Ільяс (вм. до 1375) | Музарефюддін Хюсамюддін Ільяс (вм. до 1375) | Музарефюддін Хюсамюддін Ільяс (вм. до 1375) |  |  | Мюізюддін Ібрагім                 | Мюізюддін Ібрагім                 | Мюізюддін Ібрагім                 | Мюізюддін Ібрагім                 | Мюізюддін Ібрагім                 | Мюізюддін Ібрагім                 |  |  |                           |                           |                           |                           |                           |                           |  |  | Дочка, дружина Хамзи, бея Антальї | Дочка, дружина Хамзи, бея Антальї | Дочка, дружина Хамзи, бея Антальї | Дочка, дружина Хамзи, бея Антальї | Дочка, дружина Хамзи, бея Антальї | Дочка, дружина Хамзи, бея Антальї |  |  | Осман (ум. 1426)                         | Осман (ум. 1426)                         | Осман (ум. 1426)                         | Осман (ум. 1426)                         | Осман (ум. 1426)                         | Осман (ум. 1426)                         |  |  | Алі                                   | Алі                                   | Алі                                   | Алі                                   | Алі                                   | Алі                                   |  |  |  |  |  |  |  |  |  |  |  |  |  |  |  |  |  |  |  |  |  |  |  |  |  |  |  |  |  |  |  |  |  |  |  |  |  |  |  |  |
|  |  |                            |                   |                   |                   |                   |                   |  |  | Музарефюддін Хюсамюддін Ільяс (вм. до 1375) | Музарефюддін Хюсамюддін Ільяс (вм. до 1375) | Музарефюддін Хюсамюддін Ільяс (вм. до 1375) | Музарефюддін Хюсамюддін Ільяс (вм. до 1375) | Музарефюддін Хюсамюддін Ільяс (вм. до 1375) | Музарефюддін Хюсамюддін Ільяс (вм. до 1375) |  |  | Мюізюддін Ібрагім                 | Мюізюддін Ібрагім                 | Мюізюддін Ібрагім                 | Мюізюддін Ібрагім                 | Мюізюддін Ібрагім                 | Мюізюддін Ібрагім                 |  |  |                           |                           |                           |                           |                           |                           |  |  | Дочка, дружина Хамзи, бея Антальї | Дочка, дружина Хамзи, бея Антальї | Дочка, дружина Хамзи, бея Антальї | Дочка, дружина Хамзи, бея Антальї | Дочка, дружина Хамзи, бея Антальї | Дочка, дружина Хамзи, бея Антальї |  |  | Осман (ум. 1426)                         | Осман (ум. 1426)                         | Осман (ум. 1426)                         | Осман (ум. 1426)                         | Осман (ум. 1426)                         | Осман (ум. 1426)                         |  |  | Алі                                   | Алі                                   | Алі                                   | Алі                                   | Алі                                   | Алі                                   |  |  |  |  |  |  |  |  |  |  |  |  |  |  |  |  |  |  |  |  |  |  |  |  |  |  |  |  |  |  |  |  |  |  |  |  |  |  |  |  |
|  |  |                            |                   |                   |                   |                   |                   |  |  | Кемаледдін Хюсеїн                           | Кемаледдін Хюсеїн                           | Кемаледдін Хюсеїн                           | Кемаледдін Хюсеїн                           | Кемаледдін Хюсеїн                           | Кемаледдін Хюсеїн                           |  |  |                                   |                                   |                                   |                                   |                                   |                                   |  |  |                           |                           |                           |                           |                           |                           |  |  |                                   |                                   |                                   |                                   |                                   |                                   |  |  | Мустафа (?)                              | Мустафа (?)                              | Мустафа (?)                              | Мустафа (?)                              | Мустафа (?)                              | Мустафа (?)                              |  |  |                                       |                                       |                                       |                                       |                                       |                                       |  |  |  |  |  |  |  |  |  |  |  |  |  |  |  |  |  |  |  |  |  |  |  |  |  |  |  |  |  |  |  |  |  |  |  |  |  |  |  |  |
|  |  |                            |                   |                   |                   |                   |                   |  |  | Кемаледдін Хюсеїн                           | Кемаледдін Хюсеїн                           | Кемаледдін Хюсеїн                           | Кемаледдін Хюсеїн                           | Кемаледдін Хюсеїн                           | Кемаледдін Хюсеїн                           |  |  |                                   |                                   |                                   |                                   |                                   |                                   |  |  |                           |                           |                           |                           |                           |                           |  |  |                                   |                                   |                                   |                                   |                                   |                                   |  |  | Мустафа (?)                              | Мустафа (?)                              | Мустафа (?)                              | Мустафа (?)                              | Мустафа (?)                              | Мустафа (?)                              |  |  |                                       |                                       |                                       |                                       |                                       |                                       |  |  |  |  |  |  |  |  |  |  |  |  |  |  |  |  |  |  |  |  |  |  |  |  |  |  |  |  |  |  |  |  |  |  |  |  |  |  |  |  |
|  |  |                            |                   |                   |                   |                   |                   |  |  | Мустафа                                     |                                             |                                             |                                             |                                             |                                             |  |  |                                   |                                   |                                   |                                   |                                   |                                   |  |  |                           |                           |                           |                           |                           |                           |  |  |                                   |                                   |                                   |                                   |                                   |                                   |  |  |                                          |                                          |                                          |                                          |                                          |                                          |  |  |                                       |                                       |                                       |                                       |                                       |                                       |  |  |  |  |  |  |  |  |  |  |  |  |  |  |  |  |  |  |  |  |  |  |  |  |  |  |  |  |  |  |  |  |  |  |  |  |  |  |  |  |
|  |  | Хамідіди, гілка в Егрідірі |                   |                   |                   |                   |                   |  |  |                                             |                                             |                                             |                                             |                                             |                                             |  |  |                                   |                                   |                                   |                                   |                                   |                                   |  |  |                           |                           |                           |                           |                           |                           |  |  |                                   |                                   |                                   |                                   |                                   |                                   |  |  |                                          |                                          |                                          |                                          |                                          |                                          |  |  |                                       |                                       |                                       |                                       |                                       |                                       |  |  |  |  |  |  |  |  |  |  |  |  |  |  |  |  |  |  |  |  |  |  |  |  |  |  |  |  |  |  |  |  |  |  |  |  |  |  |  |  |
|  |  | Гілка в Аланії, Теке       |                   |                   |                   |                   |                   |  |  |                                             |                                             |                                             |                                             |                                             |                                             |  |  |                                   |                                   |                                   |                                   |                                   |                                   |  |  |                           |                           |                           |                           |                           |                           |  |  |                                   |                                   |                                   |                                   |                                   |                                   |  |  |                                          |                                          |                                          |                                          |                                          |                                          |  |  |                                       |                                       |                                       |                                       |                                       |                                       |  |  |  |  |  |  |  |  |  |  |  |  |  |  |  |  |  |  |  |  |  |  |  |  |  |  |  |  |  |  |  |  |  |  |  |  |  |  |  |  |

1. 1 2 3  Історики не досягли згоди з приводу того, чи йдеться про один, два або три різні Хамідіди з ім'ям Хизир. Найпоширеніша версія, що їх було двоє — син Юнуса і син Ісхака[46].
2. 1 2  Швидше за все, Джаліс та Хизир — це одна особа.